# Teofilów (Drużbice)
Pour les articles homonymes, voir Teofilów.
Teofilów (prononciation [tɛɔˈfiluf]) est un village de la gmina de Drużbice, du powiat de Bełchatów, dans la voïvodie de Łódź, situé dans le centre de la Pologne.
Il se situe à environ 4 kilomètres au sud-ouest de Drużbice (siège de la gmina), 10 kilomètres au nord de Bełchatów (siège du powiat) et 38 kilomètres au sud de Łódź (capitale de la voïvodie).
Sa population s'élève approximativement à 80 habitants.

## Administration
De 1975 à 1998, le village est attaché administrativement à l'ancienne voïvodie de Piotrków.

Depuis 1999, il fait partie de la nouvelle voïvodie de Łódź.